# Magyar belsőépítészek listája
A belsőépítészet az egyetemes építészet szerves része, annak nélkülözhetetlen alkotóeleme. A belsőépítész feladata az épített környezet belső tereinek kialakítása, annak művészeti tervezése, térszervezése, stílusának kialakítása, hangulatának megteremtése.
Jelenleg a Moholy-Nagy Művészeti Egyetem (MOME) Építészeti Intézetén és a Soproni Egyetem Alkalmazott Művészeti Intézetében (NYME-AMI) adnak belsőépítész szakirányú diplomát, ahol építészeti és belsőépítészeti tervezést, bútortervezést, építészetelméletet, szaktörténetet, statikát, épület-szerkezettant, épületgépészetet tanítanak.

## Magyar belsőépítészek
A Magyar Iparművészeti Főiskola (MIF) - Moholy-Nagy Művészeti Egyetem (MOME) és a Soproni Egyetem, Alkalmazott Művészeti Intézet (NYME-AMI) keretin belül művészeti diplomát szerzett hivatásos belsőépítészek, a Magyar Belsőépítész Közhasznú Egyesület hivatalos tagjai:
| Név                                                                                        |
| Almer Zsuzsa belsőépítész, építésztervező, képzőművész                                     |
| B. Soós Klára belsőépítész, építész                                                        |
| Bakos Mária belsőépítész                                                                   |
| Baliga Kornél belsőépítész                                                                 |
| Bánk András belsőépítész, bútortervező                                                     |
| Bara Ákos belsőépítész                                                                     |
| Burián Judit belsőépítész, bútortervező                                                    |
| Csavarga Rózsa belsőépítész,tervezőművész                                                  |
| Cserny Katalin belsőépítész tervezőművész                                                  |
| Csíkszentmihályi Péter (1941-) belsőépítész                                                |
| Csomay Zsófia belsőépítész, építész, szakíró                                               |
| Csortos Szabó Sándor belsőépítész, filmes, fotográfus                                      |
| Déry Judit belsőépítész                                                                    |
| Dorozsmai Annamária belsőépítész                                                           |
| Dragonits Márta belsőépítész, építész, műemlékvédelmi szakértő                             |
| E. Szabó László belsőépítész tervezőművész, mester-tervező                                 |
| Eiler Gizella belsőépítész tervező művész                                                  |
| Farkas Tibor belsőépítész, építész,                                                        |
| Fekete György belsőépítész, szakíró, kultúrpolitikus                                       |
| Feuer Gusztáv (1901-1952) építész, belsőépítész, bútortervező                              |
| Forster Jakab festőművész                                                                  |
| Fülöp Krisztina építész-tervezőművész, belsőépítész                                        |
| Gábriel Frigyes (1903-1996) belsőépítész                                                   |
| Gál Magdolna belsőépítész                                                                  |
| Garajszky József belsőépítész, képzőművész                                                 |
| Géczy Nóra építész-tervezőművész, belsőépítész, egyetemi docens                            |
| Gelencsér Attila építész, belsőépítész, vezető tervező                                     |
| Gergely László belsőépítész, építésztervező                                                |
| Gerlóczy Beáta belsőépítész                                                                |
| Göbölyös Kristóf belsőépítész                                                              |
| Görgényi Judit belsőépítész, bútortervező                                                  |
| Gothárd Erzsébet belsőépítész, építész, designer                                           |
| Gyürky András építész, tervezőművész, film díszlettervező, szakíró                         |
| Hárshegyi Balázs építész tervező művész                                                    |
| Hefkó Mihály belsőépítész, bútortervező, oktató, szakíró                                   |
| Herrer-y M. Caesar építészmérnök, belsőépítész                                             |
| Heuduska István faipari mérnök, belsőépítész tervező, erdész- és faipari mérnök            |
| Honfi Imre építész, belsőépítész, vezető tervező, bútortervező                             |
| Horváth István belsőépítész, festőművész                                                   |
| Horváth Péter Kornél belsőépítész, építész, designer                                       |
| Illés Attila belsőépítész, vezető tervező                                                  |
| Ivány Inke építész, belsőépítész, bútortervező                                             |
| Jahoda Maja belsőépítész, építész, szakíró                                                 |
| Jakab Csaba belsőépítész, építész, bútortervező, egyetemi docens                           |
| Kabafi Adrienne belsőépítész, tervezőművész                                                |
| Kaczián Tibor belsőépítész, bútortervező                                                   |
| Kamarás Borbála belsőépítész, bútortervező, építész üzemmérnök                             |
| Karajz Zsolt belsőépítész, díszlettervező                                                  |
| Király József (1930-2013) iparművész, belsőépítész                                         |
| Kiss Dániel Tamás belsőépítész, építész                                                    |
| Kiszely Mária belsőépítész, iparművész, művészeti menedzser                                |
| Kocsán Éva belsőépítész tervezőművész                                                      |
| Konopás Judit Emese építész, belsőépítész, bútortervező                                    |
| Kovács Zoltán belsőépítész-építész vezetőtervező                                           |
| Lampert Angéla, Pothorszki Angela belsőépítész                                             |
| Láng Judit építész, belsőépítész, bútortervező                                             |
| Mag Ildikó belsőépítész                                                                    |
| Magyar Mihály belsőépítész, dizájner                                                       |
| Magyari Éva belsőépítész                                                                   |
| Marinov Gusztáv belsőépítész, iparművész                                                   |
| Márton László Attila belsőépítész, iparművész                                              |
| Máthé András belsőépítész tervezőművész                                                    |
| Máté Tibor belsőépítész                                                                    |
| Meller András belsőépítész, építész                                                        |
| Mráz Tibor építész, tervezőművész                                                          |
| Nádai Tibor belsőépítész                                                                   |
| O. Ecker Judit építész, belsőépítész                                                       |
| Ottlik György belsőépítész                                                                 |
| Ozvári Katalin belsőépítész, bútortervező                                                  |
| Pauló Lenke belsőépítész                                                                   |
| Percz Bulcsu Jenő belsőépítész, bútortervező                                               |
| Petheő Tímea belsőépítész                                                                  |
| Plachtovics Vilmos belsőépítész tervező                                                    |
| Raj Csaba belsőépítész-tervezőművész                                                       |
| Rónai Eszter belsőépítész                                                                  |
| Rőth Renáta belsőépítész                                                                   |
| Selmeczi György belsőépítész, látványtervező                                               |
| Simon Gy. Péter belsőépítész, építész                                                      |
| Simon Judit belsőépítész                                                                   |
| Simon Zsolt belsőépítész                                                                   |
| Somogyi Pál építész, belsőépítész, bútortervező, designer                                  |
| Sprok Antal                                                                                |
| Surányi Éva                                                                                |
| Szabados Béláné, Szászfalvi Ilona építész, tervező művész                                  |
| Szedmer Szilvia Hegyiné belsőépítész tervezőművész, városgazdász, műemlékvédelmi szakember |
| Szekér Ferenc belsőépítész, építész, bútortervező                                          |
| Szekeres Mihály (1945-1994) belsőépítész                                                   |
| Szén Molnár Tamás építész, belsőépítész                                                    |
| Szenes István építész-belsőépítész                                                         |
| Szilágyi Csaba építész tervező művész                                                      |
| Szily Imre Balázs építészmérnök, belsőépítész, iparművész, grafikus                        |
| Szücsi Robert                                                                              |
| Teklits Judit belsőépítész                                                                 |
| Tildi Béla építész, belsőépítész, bútortervező                                             |
| Török Szabolcs Bence                                                                       |
| Tóth Anikó belsőépítész, bútortervező                                                      |
| Tóth Tibor Pál belsőépítész, tervező művész, építész,bútoripari formatervező               |
| Uherkovich Ágnes belsőépítész, építész                                                     |
| Ungvári Csilla belsőépítész                                                                |
| Veres Péter (1969-) belsőépítész, bútortervező                                             |
| Vörös F. Attila belsőépítész                                                               |
| Vörösné Baracsi Erzsébet építész tervezőművész                                             |
| Zsoldosné Sverha Nikoletta Belsőépítész, Bútortervező, Terméktervező mérnök                |